# لئونی تیلور
لئونی تیلور (انگلیسی: Leonie Taylor; ۰ مارس ۱۸۷۰ – ۱ ژانویهٔ ۲۰۰۰) کماندار اهل ایالات متحده آمریکا بود.